# Уна Стаббс
Уна Стаббс ( Una Stubbs; 1 травня 1937, Велін-гарден-сіті, Гартфордшир — 12 серпня 2021, Единбург) — британська акторка і танцюристка. Найбільш відома роллю домовласниці місіс Гадсон з телесеріалу «Шерлок».

## Життєпис
Уна Стаббс народилася у Велін-гарден-сіті, графство Гартфордшир. Її прадід — філософ Ебенізер Говард. Вперше з'явилася на телебаченні як танцюристка в групі «Дугі Сквайрс» в 1956 році. Першу значну роль зіграла в 1963 році у фільмі «Літні канікули» з Кліфом Річардом.
Багато знімалася в телесеріалах, зокрема «Допоки смерть не розлучить нас», «Мешканці Іст-Енду», «Шерлок», «Убивства в Мідсомері», «Міс Марпл Агати Крісті» (вона зіграла Едіт Педжет, кухарку, у повнометражному епізоді «Забуте вбивство»), «Найгірша відьма», «Даррелли» та багатьох інших.
Була двічі одружена та розлучена. У 1958—1969 роках у шлюбі з актором Пітером Гілмором, народила сина Джейсона. У 1969—1975 роках її чоловіком був актор Нікі Генсон. У цьому шлюбі народила Крістіана (25 грудня 1971) та Джо (18 вересня 1973), які стали музикантами.
Уна Стаббс померла 12 серпня 2021 року у себе вдома в Единбурзі у віці 84-х років.

## Вибрана фільмографія
1. 1961 — 2014 — Театр комедії / Comedy Playhouse (серіал) — Джо Ренслі
2. 1963 — Літні канікули / Summer Holiday — Сенді
3. 1963 — 1981 — Шоу Діка Емері / The Dick Emery Show (серіал)
4. 1963 — West 11 — Bit Role
5. 1963 — Королівський сніданок / The King's Breakfast (короткометражний) — The Tweeny
6. 1964 — The Bargee — Bridesmaid
7. 1964 — Wonderful Life — Барбара Тейт
8. 1965 — 1970 — Не тільки... але також / Not Only… But Also (серіал)
9. 1965 — 1975 — Допоки смерть не розлучить нас / Till Death Us Do Part (серіал) — Ріта Роулінс
10. 1966 — Три капелюшки для Лізи / Three Hats for Lisa — Флора
11. 1967 — Mister Ten Per Cent — леді Доротея
12. 1969 — Till Death Us Do Part — Ріта Гарнетт
13. 1971 — 1973 — Суперники Шерлока Холмса / The Rivals of Sherlock Holmes (серіал) — Кеті Гарріс
14. 1971 — Bachelor of Arts (короткометражний) — жінка-поліцейський
15. 1974 — Пенні Голд / Penny Gold — Анна
16. 1974 — Піанорама (короткометражний) / Pianorama
17. 1975 — 1979 — Готель «Фолті Таверс» / Fawlty Towers (серіал) — Еліс
18. 1975 — Bedtime with Rosie — Розі
19. 1978 — Діти води / The Water Babies — (голос)
20. 1979 — 1981 — Worzel Gummidge (серіал) — тітка Саллі
21. 1981 — До смерті / Till Death… (серіал) — Ріта
22. 1981 — 1983 — Educating Marmalade (серіал) — Фіфі Ла Туш
23. 1983 — Вітер у вербах / The Wind in the Willows (ТБ) — різні персонажі (голос)
24. 1984 — 1988 — Вітер у вербах / The Wind in the Willows (серіал) — різні персонажі (голос)
25. 1985 — Мешканці Іст-Енду / EastEnders (серіал) — Керолайн Бішоп
26. 1985 — 1992 — In Sickness and in Health (серіал) — Ріта
27. 1986 — Катастрофа / Casualty (серіал) — Джоан Банвіль
28. 1990 — 1995 — Поводячись пристойно / Keeping Up Appearances (серіал) — місис Муді
29. 1992 — Серцебиття / Heartbeat (серіал) — Антея Коулі
30. 1996 — Дельта припливу / Delta Wave (серіал) — Джиллі Пігеон
31. 1996 — Wings the Legacy (ТБ) — Фей
32. 1997 — Убивства в Мідсомері / Midsomer Murders (серіал) — Одрі Брайлісфорд
33. 1998 — 2001 — Найгірша відьма / The Worst Witch (серіал) — міс Бат
34. 2002 — 2005 — Корінний мешканець / Born and Bred (серіал) — Джой
35. 2003 — Підйом / Coming Up (серіал) — Синтія
36. 2004 — 2006 — Шоу Кетрін Тейт / The Catherine Tate Show (серіал) — Керолайн-Енн
37. 2004 — Von Trapped (ТБ) — Кейт Муган
38. 2004 — 2013 — Міс Марпл Агати Крісті: Забуте вбивство / Agatha Christie's Marple: Sleeping Murder (серіал) — Едіт Педжет
39. 2006 — Mist: The Tale of a Sheepdog Puppy (ТБ) — Ферн
40. 2007 — Все включено / Benidorm (серіал) — Діана
41. 2007 — Ангел / Angel — міс Доусон
42. 2009 — Ingenious (ТБ) — Gransha
43. 2010 — 2017 — Шерлок / Sherlock (серіал) — місис Гадсон (український дубляж — Ірина Дорошенко)
  1. Етюд у рожевих тонах (епізод 1)
  2. Сліпий банкір (епізод 2)
  3. Велика гра (епізод 3)
44. 2011 — Холодна лавка всякої всячини / The Bleak Old Shop of Stuff (мінісеріал) — Aunt Good Spelling
45. 2012 — Кличте повитуху / Call the Midwife (серіал) — Герт Міллс
46. 2012 — Старлінги / Starlings (серіал) — Моллі
47. 2012 — Загадкове нічне вбивство собаки / The Curious Incident of the Dog in the Night-Time
48. 2013 — Трактат Міддот / The Tractate Middoth (ТБ) — міс Чемберс
49. 2016 — Золоті роки / Golden Years — Ширлі
50. 2017 — Даррелли (серіал) / The Durrells — місис Геддок